# Лисицын, Максим Павлович
Максим Павлович Лисицын (11 января 1978 года, Норильск, СССР) — российский тренер. Главный тренер национальной сборной Кыргызстана и бишкекского «Дордоя».

## Биография
Футболистом выступал за дубль «Кубани». После службы в армии начал тренерскую карьеру. 15 лет отработал в Академии футбола Краснодарского края. Входил в тренерский штаб «Кубани-2», затем возглавлял селекционный отдел краснодарского клуба. Позднее перешел на аналогичную должность в «Урожай».
В 2020 году возглавил клуб киргизской Премьер-лиги «Илбирс».
С 2022 года — возглавляет молодёжную сборную Кыргызстана. Под руководством Максима Лисицына, в 2022 году команда успешно преодолела квалификацию и вошла в топ-16 команд Азии. В 2023 году команда также пробилась на Кубок Азии.
С 2022 года — возглавляет Олимпийскую сборную Кыргызстана. В декабре 2023 года возглавил Бишкекский «Дордой». 13 июня 2024 года был назначен главным тренером национальной сборной Кыргызстана вместо Штефана Тарковича на годичный срок и покинул пост главного тренера "Дордоя".